# Гуренко, Дмитрий Григорьевич
Дмитрий Григорьевич Гуренко (21 октября 1906 — 6 октября 1969) — подполковник Советской Армии, участник Великой Отечественной войны, Герой Советского Союза (1945).

## Биография
Дмитрий Гуренко родился 21 октября 1906 года в селе Лебяжье (ныне — Чугуевский район Харьковской области Украины) в рабочей семье. В 1930 году окончил Полтавский сельскохозяйственный институт. В 1930—1932 годах проходил срочную службу в Рабоче-крестьянской Красной Армии, в 1931 году окончил курсы зенитной артиллерии в Смоленске. После демобилизации работал зоотехником. В 1939 году Гуренко повторно был призван в армию. В 1940 году он окончил курсы усовершенствования командного состава зенитной артиллерии. С июня 1941 года — на фронтах Великой Отечественной войны. К январю 1945 года гвардии майор Дмитрий Гуренко командовал 369-м гвардейским самоходным артиллерийским полком 9-го гвардейского танкового корпуса 2-й гвардейской танковой армии 1-го Белорусского фронта. Особо отличился во время освобождения Польши.
В период с 14 января по 3 февраля 1945 года полк самоходных артиллерийских установок «СУ-85» под командованием Гуренко действовал совместно с 47-й гвардейской танковой бригадой. Обходным манёвром полк переправился через реку Пилица в районе населённого пункта Михалув к юго-западу от города Варка и захватил мост через неё, обеспечив тем самым переправу для танковых и механизированных подразделений. Через три часа полк достиг Жирардува. 16 января 1945 года Гуренко первым ворвался в город, уничтожив гусеницами 4 противотанковых орудия. Достигнув южной окраины Сохачева, полк Гуренко захватил аэродром противника с тремя исправными самолётами. Когда во время боёв в Сохачеве одна из батарей его полка оказалась в окружении, Гуренко своевременно пришёл на помощь, прорвав окружение. За указанный период полк Гуренко уничтожил 5 танков и самоходных артиллерийских установок, 13 противотанковых и 90 полевых орудий, 265 автомашин, 35 бронетранспортёров, 1 батарею артиллерии, 2 ангара, 200 железнодорожных вагонов, 350 повозок, 7 паровозов, 4 дзота. В плен было взято большое количество солдат и офицеров противника, также были захвачены большие военные трофеи.
Указом Президиума Верховного Совета СССР от 27 февраля 1945 года за «образцовое выполнение боевых заданий командования на фронте борьбы с немецкими захватчиками и проявленные при этом отвагу и геройство» гвардии майор Дмитрий Гуренко был удостоен высокого звания Героя Советского Союза с вручением ордена Ленина и медали «Золотая Звезда».
В дальнейшем полк Гуренко участвовал в форсировании Одера. После окончания войны в 1946 году в звании подполковника Гуренко был уволен в запас. Проживал в Киеве. Скончался 6 октября 1969 года.
Был также награждён двумя орденами Красного Знамени, орденами Отечественной войны 1-й и 2-й степеней, а также рядом медалей.